# A Római Császárság csatáinak listája
A Római Császárság csatáinak és háborúinak listája

## I. e. 1. század
- I. e. 15. Tiberius hadjárata a szerémségi szkordiszkuszok ellen.
- I. e. 13. Agrippa hadjáratával megkezdődik Pannonia elfoglalása.
- I. e. 11. Tiberius győzelme a pannonok felett; diadalmenet Rómában. Pannonia meghódításának hivatalos deklarálása.
- I. e. 11–8. Sorozatos pannon felkelések; a pannonok ellenállását a breucusok és az amantinusok vezetik.
- I. u. 6. Tiberius Carnuntumból hadműveletet készít elő a markomannok ellen. A pannon–dalmata felkelés kitörése; a Tiberius segítségére siető csapatok veresége a Hiuica mocsarainál.
- 8. augusztus 3. A breucusok a Bathinus folyónál leteszik a fegyvert; főnökük, Bato a Száva-völgyi pannonok felett királyi hatalmat kap.
- 9. Tiberius leveri a pannon–dalmatafelkelést; a lázadásban részt vevő törzseket széttelepítik, és katonai felügyelet alatt álló civitasokba szervezik; az azalusok áttelepítése Észak-Pannoniába.
- 9. Publius Quinctilius Varus veresége a teutoburgi erdőben.
- 66-70. A zsidó háború Júdea ellen vezetett római hadjárat, mely Jeruzsálem pusztulását és a zsidók teljes szétszóródását eredményezte.
- 69-70. A batavus felkelés a Római Birodalom ellen 69-ben és 70-ben Germania Inferior provinciában. A lázadás leverése egybeesett a római császári uralom újbóli megszilárdításával.
- 69-79. Titus elfoglalja Jeruzsálemet.
- 87-106. Dák–római háborúk.

## I. u. 2. század
- 132-135. Bar Kohba-felkelés a zsidók második felkelése a Római Birodalom ellen.
- 166. A germán és szarmata törzsek betörése a Duna vonalánál.
- 193. Polgárháborúk, öt császár vetélkedése a trónért Septimius Severus lesz a győztes megalapítja a Severusok dinasztiáját.

## I. u. 3. század
- 271. Dacia feladása.
- 3. sz.-7. sz. A római–szászánida háborúk katonai konfliktusok sorozata, melyekben a Római Birodalom (majd később a Keletrómai Birodalom) harcolt a Szászánida Birodalom ellen.

## I. u. 5. század
- 410. Alarich elfoglalja Rómát.
- 451. A catalaunumi csata (másképp: catelaunorumi csata) a hunok és a Nyugatrómai Birodalom között. az egykorú galliai és itáliai források (Chronica Gallica, Fredegar-krónika stb.) a Troyes-tól 7,5 km-re nyugatra fekvő Mauriacum nevű helység körüli síkságra helyezik a csatát.
- 452. Attila hun király betör Itáliába és egészen Aquileiáig nyomul.
- 455. Vandálok foglalják el és pusztítják Rómát.